# Плочице (Конавле)
Плочице су насељено место у саставу општине Конавле, Дубровачко-неретванска жупанија, Република Хрватска.

## Историја
У Плочицама била је некад "матица" посвећена Св. Лазару (православна).
До територијалне реорганизације у Хрватској налазиле су се у саставу старе општине Дубровник.

## Становништво
На попису становништва 2011. године, Плочице су имале 83 становника.
| Број становника по пописима | Број становника по пописима | Број становника по пописима | Број становника по пописима | Број становника по пописима | Број становника по пописима | Број становника по пописима | Број становника по пописима | Број становника по пописима | Број становника по пописима | Број становника по пописима | Број становника по пописима | Број становника по пописима | Број становника по пописима | Број становника по пописима | Број становника по пописима |
| --------------------------- | --------------------------- | --------------------------- | --------------------------- | --------------------------- | --------------------------- | --------------------------- | --------------------------- | --------------------------- | --------------------------- | --------------------------- | --------------------------- | --------------------------- | --------------------------- | --------------------------- | --------------------------- |
| 1857                        | 1869                        | 1880                        | 1890                        | 1900                        | 1910                        | 1921                        | 1931                        | 1948                        | 1953                        | 1961                        | 1971                        | 1981                        | 1991                        | 2001                        | 2011                        |
| 381                         | 409                         | 191                         | 249                         | 444                         | 254                         | 243                         | 249                         | 194                         | 186                         | 190                         | 175                         | 149                         | 119                         | 95                          | 83                          |

Напомена: У 1857. и 1869. садржи податке за насеље Микулићи.

### Попис1991.
На попису становништва 1991. године, насељено место Плочице је имало 119 становника, следећег националног састава:
| Попис 1991.‍ | Попис 1991.‍ | Попис 1991.‍ | Попис 1991.‍ | Попис 1991.‍ |
| ----------- | ----------- | ----------- | ----------- | ----------- |
|             |             |             |             |             |
| Хрвати      | Хрвати      |             | 117         | 98,31%      |
| Срби        | Срби        |             | 2           | 1,68%       |
| укупно: 119 |             |             |             |             |